# Miss Universo Indonesia
Miss Universo Indonesia (en inglés: Miss Universe Indonesia) es un concurso de belleza nacional en Indonesia. Se encarga de seleccionar a la representante del país para el concurso Miss Universo.

## Historia
Entre 1992 y 2022, el concurso Puteri Indonesia se encargaba de seleccionar a la representante del país en Miss Universo.
El 8 de febrero de 2023, la franquicia Miss Universo en Indonesia fue otorgada oficialmente a un nuevo organismo organizador con Poppy Capella como directora nacional y Eldwen Wang como director ejecutivo y director de comunicación, allanando el camino para la creación de la nueva Organización Miss Universo Indonesia bajo PT. Capella Swastika Karya, Inc. Bajo la nueva organización, un concurso independiento y separado ahora es responsable de la selección de las futuras ganadoras de Miss Universo Indonesia a partir de 2023. El lanzamiento de prensa del concurso en Bali contó con la presencia de la Miss Universo 2022 R'Bonney Gabriel, segunda finalista y finalista del Top 5 del Miss Universo 2022, Andreína Martínez y Gabriëla Dos Santos, respectivamente.
El 12 de agosto de 2023, la Organización Miss Universo rescindió oficialmente su contrato de franquicia con PT. Capella Swastika Karya y Capella luego del escándalo de abuso sexual ocurrido en el evento Miss Universo Indonesia 2023. Sin embargo, Fabiënne Nicole Groeneveld seguiría representando a Indonesia en Miss Universo 2023.
El 18 de julio de 2024, se anunció que el actor y empresario indonesio Teuku Jordan Zacky fue nombrado nuevo director nacional del concurso Miss Universo Indonesia.

## Ediciones
| Edición | Fecha                    | Recinto sede                               | N.º de candidatas | Resultado                       | Resultado                                | Resultado                             | Ref.   |
| Edición | Fecha                    | Recinto sede                               | N.º de candidatas | Miss Universo Indonesia         | 1.ª finalista                            | 2.ª finalista                         | Ref.   |
| ------- | ------------------------ | ------------------------------------------ | ----------------- | ------------------------------- | ---------------------------------------- | ------------------------------------- | ------ |
| 2024    | 19 de septiembre de 2024 | The H Club SCBD (Yakarta)                  | 14                | Clara Shafira Krebs Bantén      | Fiza Javaid Khan RCE Yakarta             | Nadia Ingrida Tjuatja Java Oriental   | [ 13 ] |
| 2023    | 3 de agosto de 2023      | Beach City International Stadium (Yakarta) | 30                | Fabiënne Groeneveld RCE Yakarta | Vina Anggi Sitorus Sumatra Septentrional | Muthia Fatika Rachman Java Occidental | [ 14 ] |

## Ganadoras

### Miss Universo Indonesia
: Declarada como ganadora
     : Terminó como finalista
     : Terminó como una de las semifinalistas o cuartofinalistas
     : Terminó como ganadora de premios especiales
| Año                        | Provincia                | Miss Universo Indonesia  | Título nacional              | Posición en Miss Universo | Premios especiales       | Notas |
| Dirección de Teuku Zacky   | Dirección de Teuku Zacky | Dirección de Teuku Zacky | Dirección de Teuku Zacky     | Dirección de Teuku Zacky  | Dirección de Teuku Zacky | Dirección de Teuku Zacky |
| -------------------------- | ------------------------ | ------------------------ | ---------------------------- | ------------------------- | ------------------------ | --- |
| 2024                       | Bantén                   | Clara Shafira Krebs      | Miss Universo Indonesia 2024 | No clasificó              |                          | |
| Dirección de Poppy Capella |                          |                          |                              |                           |                          | |
| 2023                       | RCE Yakarta              | Fabiënne Groeneveld      | Miss Universo Indonesia 2023 | No clasificó              |                          | Fabiënne compitió en Miss Universo bajo los auspicios de la Organización Miss Universo porque la licencia de su concurso nacional fue revocada antes de que pudiera competir. |

### 1974-2022
: Declarada como ganadora
     : Terminó como finalista
     : Terminó como una de las semifinalistas o cuartofinalistas
     : Terminó como ganadora de premios especiales
| Año                           | Provincia                  | Miss Universo Indonesia            | Posición en Miss Universo | Premios especiales                                                                 | Notas       |             |
| ----------------------------- | -------------------------- | ---------------------------------- | ------------------------- | ---------------------------------------------------------------------------------- | ----------- | ----------- |
| 2022                          | Bali                       | Laksmi Shari De-Neefe Suardana     | No clasificó              |                                                                                    |             |             |
| 2021                          | No compitió                | No compitió                        | No compitió               | No compitió                                                                        | No compitió | No compitió |
| 2020                          | Java Oriental              | Ayu Maulida                        | Top 21                    |                                                                                    |             |             |
| 2019                          | RCE Yakarta                | Frederika Alexis Cull              | Top 10                    |                                                                                    |             |             |
| 2018                          | Bangka-Belitung            | Sonia Fergina Citra                | Top 20                    |                                                                                    |             |             |
| 2017                          | RCE Yakarta                | Bunga Jelitha Ibrani               | No clasificó              |                                                                                    |             |             |
| 2016                          | Célebes Septentrional      | Kezia Warouw                       | Top 13                    | - Miss Phoenix Smile - Mejor Traje Nacional (Top 12) - Voto de Popularidad (Top 3) |             |             |
| 2015                          | Java Central               | Anindya Kusuma Putri               | Top 15                    |                                                                                    |             |             |
| 2014                          | Java Oriental              | Elvira Devinamira                  | Top 15                    | - Mejor Traje Nacional                                                             |             |             |
| 2013                          | Sumatra Occidental         | Whulandary Herman                  | Top 16                    | - Mejor Traje Nacional (3.ª finalista)                                             |             |             |
| 2012                          | Java Central               | Maria Selena Nurcahya              | No clasificó              | - Mejor Traje Nacional (9.ª finalista)                                             |             |             |
| 2011                          | RCE Yakarta                | Nadine Alexandra Dewi Ames         | No clasificó              |                                                                                    |             |             |
| 2010                          | Aceh                       | Qory Sandioriva                    | No clasificó              |                                                                                    |             |             |
| 2009                          | RCE Yakarta                | Zivanna Letisha Siregar            | No clasificó              | - Voto de Popularidad                                                              |             |             |
| 2008                          | Java Oriental              | Gracia Putri Raemawasti Mulyono    | No clasificó              |                                                                                    |             |             |
| 2007                          | Java Central               | Agni Pratistha Arkadewi Kuswardono | No clasificó              |                                                                                    |             |             |
| 2006                          | RCE Yakarta                | Nadine Chandrawinata               | No clasificó              |                                                                                    |             |             |
| 2005                          | Bangka-Belitung            | Artika Sari Devi Kusmayadi         | Top 15                    |                                                                                    |             |             |
| No compitió entre 1997 y 2004 |                            |                                    |                           |                                                                                    |             |             |
| 1996                          | RCE Yakarta                | Alya Rohali                        | No clasificó              |                                                                                    |             |             |
| 1995                          | Molucas                    | Susanty Manuhutu                   | No clasificó              | - Miss Clairol Herbal Essences                                                     |             |             |
| No compitió entre 1984 y 1994 |                            |                                    |                           |                                                                                    |             |             |
| 1983                          | Célebes Meridional         | Andi Botenri                       | No clasificó              |                                                                                    |             |             |
| 1982                          | Java OrientalJava Oriental | Sri Yulianti Soemardjo             | No clasificó              |                                                                                    |             |             |
| 1981                          | RCE Yakarta                | Rosje Soeratman                    | No compitió               | No compitió                                                                        |             |             |
| 1980                          | Célebes Meridional         | Andi Nana Riwayatie Basoamier      | No clasificó              |                                                                                    |             |             |
| No compitió entre 1978 y 1979 |                            |                                    |                           |                                                                                    |             |             |
| 1977                          | Sumatra Meridional         | Siti Mirza Nuria Arifin            | No clasificó              |                                                                                    |             |             |
| 1976                          | Java Occidental            | Juliarti Rahayu Gunawan            | No clasificó              |                                                                                    |             |             |
| 1975                          | RCE Yakarta                | Lydia Arlini Wahab                 | No clasificó              |                                                                                    |             |             |
| 1974                          | Java Occidental            | Nia Kurniasih Ardikoesoema         | No clasificó              |                                                                                    |             |             |